# Geranozaur
Geranozaur (Geranosaurus atavus) – dwunożny, roślinożerny dinozaur z rodziny heterodontozaurów (Heterodontosauridae). Ornitopod wyglądem podobny do heterodontozaura.
Żnaczenie nazwy – żurawi jaszczur
Żył w okresie wczesnej jury (ok. 198-189 mln lat temu) na terenach południowej Afryki. Długość ciała ok. 1 m, wysokość ok. 40 cm, masa ok. 20 kg. Jego szczątki znaleziono w Republice Południowej Afryki (w Kraju Przylądkowym).